# RING finger

Příklad RING finger domény, animováno

RING finger (z angl. RING – Really Interesting New Gene) je proteinová doména podobná zinkovému prstu, obsahující motiv Cys3HisCys4 (ale aminokyseliny nejsou zařazeny bezprostředně za sebou). Tento motiv je schopen vázat dva kationty zinku (Zn2+). Rozmístění důležitých cysteinů a histidinů je možné znázornit takto: CysX2CysX9–27CysXHisX2CysX2CysX6–17CysX2Cys. Má tuto konzervovanou strukturu:
```
                              x x x     x x x
                             x      x x      x
                            x       x x       x
                           x        x x        x
                          C        C   C        C
                         x  \    / x   x \    /  x
                         x    Zn   x   x   Zn    x
                          C /    \ H   C /    \ C
                          x         x x         x
                 x x x x x x         x         x x x x x x
```

Jsou známy stovky proteinů obsahujících RING finger. Mnohé z nich hrají roli v ubikvitinaci substrátových proteinů (tzv. RING ubiquitin ligázy), což často vede k degradaci těchto substrátů. Role motivu RING finger zřejmě skutečně spočívá v přenášení ubikvitinu z E2 enzymů na cílový substrát.